# Emmerich Hanus
Pour les articles homonymes, voir Hanus.
Emmerich Hanus (né le 24 août 1884 à Vienne, Autriche-Hongrie ; 20 novembre 1956  à Vienne, Autriche) fut un acteur, réalisateur, producteur et scénariste autrichien qui commença sa carrière au temps du cinéma muet.

## Filmographie partielle

### Réalisateur
- 1918 : L'Expiation

### Acteur
- 1926 : Die elf Schill'schen Offiziere de Rudolf Meinert
- 1932 : Die elf Schill'schen Offiziere de Rudolf Meinert
- 1941 : La Ville dorée de Veit Harlan